# Scalidophora
Scalidophora là một nhóm động vật miệng nguyên sinh, sinh vật có khoang giả sống ở biển, được đề xuất trên cơ sở hình thái gồm 3 ngành: Kinorhyncha, Priapulida và Loricifera. Ba ngành này có 4 đặc điểm phổ biến - lớp biểu bì kitin rụng lông, các vòng của lớp vảy hướng vào trong, flosculi và có hai vòng hướng vào trong co lại. Tuy nhiên, đơn ngành này không được ủng hộ bởi hai nghiên cứu phân tử, nơi mà vị trí phân loại không chắc chắn Loricifera hoặc chúng như là chị em với Panarthropoda. Cả hai nghiên cứu đã làm giảm đi bằng chứng mà Scalidophora bao gồm Kinorhyncha và Priapulida. Họ hàng gần nhất của chúng là Panarthropoda, Nematoda và Nematomorpha; do đó, chúng được xếp vào liên ngành Ecdysozoa.
Hai loài trong chi Markuelia, được biết đến như là hóa thạch phôi từ giữa kỷ Cambri được cho là bắt nguồn (stem) từ Scalidophora.

Nhóm này được coi là một nhóm duy nhất, với ba lớp, Cephalorhyncha,
Nhóm này được đặt tên theo những chiếc gai (scalid) phủ vào bên trong (đầu có thể thu vào trong thân).